# باریا (باریسال)
باریا (به لاتین: Baria) یک روستا در بنگلادش است که در استان باریسال و در ناحیه باریسال واقع شده است.